# パップコーン
パップコーンは、日本の3人組お笑いタレント。2009年までは5人組だったが、2009年をもって木村ビデヲが脱退、2017年に大桶純一が脱退し、以降3人組として活動。ワタナベエンターテインメント所属。

## 来歴
もともとは「カルコー」という名前だったが、2005年8月に名倉潤とレッド吉田の命名で「パップコーン」に改名した。
2012年5月20日放送のオンバト+で、爆笑オンエアバトル時代には一組も獲得出来なかったカルテットでのオンエアを初めて獲得した。
一時期は芦沢がラジオや音楽ライター業、音楽フェスのMCを中心に多忙になったこともありライブ活動を休止していたが、2024年に単独ライブ『0』を行うなど活動を再開。芦沢は「“つまらない”ことを面白くできることに楽しみを覚えた」と回答している。

## メンバー
- 芦沢 ムネト（あしざわ むねと、1979年9月19日（45歳） - ） - A型、東京都出身。
  - リーダー。ツッコミ担当。
  - 多摩美術大学映像演劇学科卒業。
  - 現在フテネコというキャラクターイラストを描いている。
  - 2014年10月6日から2019年9月26日まで、TOKYO FMのラジオ番組『SCHOOL OF LOCK!』で｢あしざわ教頭｣として出演[2]。　　
  - K-mixのラジオ番組Ｋ−MIX MOVE ON2023年4月3日〜現在　月・火 15:08-18:55　　　　　
  - 芦沢が参加した「リジッター企画」の2010年の舞台「火付け役」に出演したことがきっかけで、この舞台を主宰した女優の馬渕史香と意気投合し交際に発展し、2015年8月24日に入籍[3]。
- 松谷 ヒロキ（まつたに ひろき、1980年8月4日（44歳） - ） - A型、千葉県出身。
  - ボケ担当。憑依型のキャラクターが多い。
  - 多摩美術大学グラフィックデザイン学科中退。
  - パップコーンのネタ等で使われる映像全般を手がけ、個人ではVJとしても活躍中。
- 須田 拓也（すだ たくや、1978年8月18日（46歳） - ） - O型、埼玉県出身
  - オチ兼インパクト担当。アフロヘアがトレードマーク。その髪型をネタにされることが多い。
  - 国士舘大学政治経済学部卒業。
  - 熱狂的な千葉ロッテマリーンズファンで、選手との交友があったり、球団関係のイベントMCをすることもある。

### 元メンバー
- 木村 ビデヲ（きむら びでを、本名：木村 光秀（きむら みつひで）、1980年12月7日（44歳） - ） 
  - ボケ担当。芦沢、大桶、松谷の3人の空想などに登場する。
  - 青山学院大学経済学部卒業。
  - 2009年をもって脱退。その後ナベプロを退社して、フリーのピン芸人「ミツヒデ」として活動。
- 大桶 純一（おおおけ じゅんいち、1980年6月22日（45歳） - ） - B型、千葉県出身。
  - ボケ・ネタ作り担当。芦沢と掛け合うことが多い。
  - 個人では妖怪やゲーム関係のイベントなどで活動中。
  - 日本大学芸術学部文芸学科卒業。
  - 2017年に脱退。

## 出演

### バラエティ
- さすらう犬の種まき「おにぎりを33個握ってもらう旅in新潟」（TOKYO MX）（2012年11月7日 - 12月5日）
- 第33回ABCお笑いグランプリ(朝日放送) ファイナリスト
- 爆笑オンエアバトル(NHK総合) 戦績9勝1敗 最高505KB

5人組でのオンエアはカンカラ、超新塾に続いて3組目であり歴代でもこの3組のみである。初出場から9連勝と好調であったが2009年6月26日放送回で初のオフエアとなりこれが彼らにとって最後の出場となった。なお5人組で無傷の9連勝は連勝記録としては最長記録である。
- - 第11回チャンピオン大会 セミファイナル10位敗退
- オンバト+（NHK）戦績1勝0敗 最高461KB
- エンタの天使(日本テレビ)キャッチコピーは「ハジける☆☆☆☆☆（五つ星)」
- 『HAPPY MONDAY BASEBALL 今週のプロ野球とことん予想』（BSスカパー）

### テレビドラマ
- オトメン（乙男）〜夏〜（フジテレビ、2009年8月1日 - 9月26日）
- オトメン（乙男）〜秋〜（フジテレビ、2009年10月13日 - 11月3日）
- ビター・ブラッド〜最悪で最強の親子刑事〜 第8話（フジテレビ、2014年6月3日、安堂勇次役） ※芦沢のみ。
- 0.5の男 第4話（WOWOW、2023年6月18日、もんじゃ屋店主役）※須田のみ。

### ラジオ
※芦沢のみ
- RADIO DRAGON（TOKYO FM、2013年10月 - 2014年3月、火曜メインパーソナリティ）
- RADIO  DRAGON -NEXT-（TOKYO FM、2014年4月 - 9月、メインパーソナリティ）
- SCHOOL OF LOCK!（TOKYO FM・JFN、2014年10月6日 - 2019年9月26日、2020年3月2日、7月23日、メインパーソナリティ） 「あしざわ教頭」の名で出演。
- K-mix LIFE! LIFE! LIFE!（K-mix、2020年1月17日 - 2020年4月、パーソナリティ）リニューアル期間中のわたなべだいすけの代打で出演
- MINTIA Refresh Music（TOKYO FM、2020年11月28日、12月5日、12月12日）新型コロナウイルス感染症に感染した遠山大輔の代打で出演
- Community Diver（InterFM897、2021年3月3日 - ）
- K-mix Wiz.（K-mix、2021年4月5日 - 、月曜・火曜パーソナリティ）
- K-MIX MOVE ON （K-mix、2023年4月3日 - 、月曜・火曜パーソナリティ）
- 山崎怜奈の誰かに話したかったこと。（TOKYO FM）
  - トークコーナー「誰かに聞きたかったこと。」ゲスト（2024年5月27日）
  - 体調不良に伴い欠席した山崎怜奈の代打パーソナリティとして出演（2024年7月1日）[4]

### 舞台
- タンバリンプロデューサーズ「弱虫団」（2010年10月14日‐17日、下北沢Geki地下リバティー） ※芦沢のみ
- 都市伝説康芳夫〜モハメド・アリに魅せられた国際暗黒プロデューサー（2022年11月、シアターブラッツ）- 伊藤輝夫 役（須田のみ）
- 舞台「DORON!」（2025年3月27日 - 30日、R'sアートコート） ※須田のみ[5]

### ウェブテレビ
- ジョッキーランキング!!～ニコジョッキー番組視聴数ランキング発表!!～（ニコジョッキー）レギュラーアシスタント ※大桶のみ
- ゲームトークバラエティ　アミポーク（ニコジョッキー）レギュラー ※大桶のみ）
- ぶるぺん（2018年9月、GYAO!）※須田のみ[6]

## DVD
- アンガールズ単独ライブ『アンデルセン』※芦沢のみ